# Gert en Hermien
Gert en Hermien Timmerman vormden lang een Nederlands artiestenduo. Ze werden vooral bekend door het nummer Shalalie shalala (Alle duiven op de dam).

## Geschiedenis
Gert Timmerman had al een carrière als zanger gemaakt (met Ik heb eerbied voor jouw grijze haren van auteur-componist Bobbejaan Schoepen) toen hij in 1963 een duo vormde met zangeres Hermien van der Weide, met wie hij dat jaar ook in het huwelijk trad. Het duo had in de jaren zestig veel succes. Vanaf de jaren zeventig, toen zij zich tot het christendom bekeerden, hebben ze jarenlang voornamelijk religieus getint repertoire uitgebracht. Daarom ben ik blij haalde een verkoop van meer dan 100.000 exemplaren en werd beloond met een gouden plaat. Het paar trad veelvuldig op voor de Evangelische Omroep en groeiden uit tot officieuze boegbeelden van deze omroep.
In 1993 beëindigden ze hun religieuze repertoire en deden een herintrede in de showbusiness, onder andere met een houseversie van Duiven op de Dam. In 1997 kreeg Hermien een hartaanval tijdens een optreden en besloot zij te stoppen. In 1999 werd het huwelijk ontbonden. Hermien overleed op 23 mei 2003 op 59-jarige leeftijd aan een nierziekte.
In 2017 werd Gert gediagnosticeerd met alvleesklierkanker, waaraan hij op 28 oktober 2017 op 82-jarige leeftijd overleed.
In 2020 verscheen een documentaire over het duo, De Gert & Hermien Story.

## Parodie
Van Kooten en De Bie maakten een parodie op het duo Gert & Hermien via het gospelduo De Positivo's.

## Discografie

### Albums
| Album met eventuele hitnotering(en) in de Nederlandse Album Top 100 | Datum van verschijnen | Datum van binnenkomst | Hoogste positie | Aantal weken | Opmerkingen |
| ------------------------------------------------------------------- | --------------------- | --------------------- | --------------- | ------------ | ----------- |
| 12½ jaar                                                            |                       | 3-4-1971              | 24              | 11           |             |
| Daarom ben ik blij                                                  |                       | 12-10-1974            | 19              | 16           |             |
| Vissers van mensen                                                  |                       | 7-6-1975              | 28              | 6            |             |
| Kerst met Gert en Hermien                                           |                       | 6-12-1975             | 39              | 5            |             |

Overige albums:
- 1972 - zonder titel
- 1976 - Als een licht in Donk're nacht
- 1979 - De Tijd is nabij
- 1979 - Elk uur elk ogenblik
- 1979 - Want een kind is ons geboren
- 1980 - Elk Uur elk Ogenblik
- 1981 - Tussen mij en deze Wereld
- 1983 - Is het waar?
- 1984 - Maranatha
- 1989 - Ja nu weet ik zeker
- 1990 - Vroeger lijkt een uur geleden
- 1993 - Geniet van het leven
- 2005 - Al Het Mooie in het leven

### Singles
| Single met eventuele hitnotering(en) in de Nederlandse Top 40 | Datum van verschijnen | Datum van binnenkomst | Hoogste positie | Aantal weken | Opmerkingen            |
| ------------------------------------------------------------- | --------------------- | --------------------- | --------------- | ------------ | ---------------------- |
| Tijd voor Teenagers Top 10                                    |                       |                       |                 |              |                        |
| In der Mondhelle Nacht                                        |                       | 7-11-1964             | 6               | 7            |                        |
| Top 40                                                        |                       |                       |                 |              |                        |
| In der Mondhelle Nacht                                        |                       | 2-1-1965              | 7               | 8            |                        |
|                                                               | (re-entry)            | 13-3-1965             | 39              | 1            |                        |
| Corsica d'amore                                               |                       | 23-4-1966             | 18              | 9            | met Helen & Fred       |
| Olé in Mexico                                                 |                       | 18-3-1967             | 31              | 3            |                        |
| Heimwee naar Barcelona                                        |                       | 2-9-1967              | tip18           | 1            |                        |
| Jij...... Alleen                                              |                       | 28-10-1967            | 22              | 8            |                        |
| Een droombeeld                                                |                       | 27-7-1968             | tip4            | 6            |                        |
| Waarom heeft men op het stadhuis dat verzwegen                |                       | 1969                  | -               |              |                        |
| Reuzenrad                                                     |                       | 28-2-1970             | tip19           | 2            |                        |
| Shalalie shalala (Alle duiven op de Dam)                      |                       | 18-11-1972            | 23              | 7            | #27 in de Daverende 30 |
| Daarom ben ik blij                                            |                       | 9-11-1974             | tip17           | 2            |                        |

## Hits in Duitsland
- 1963 - Blume von Tahiti (zonder Hermien)
- 1963 - Nimm deine weisse Gitarre (zonder Hermien)
- 1964 - In der mondhelle Nacht
- 1965 - Der bunte Hochzeitswagen